# Kisaeng

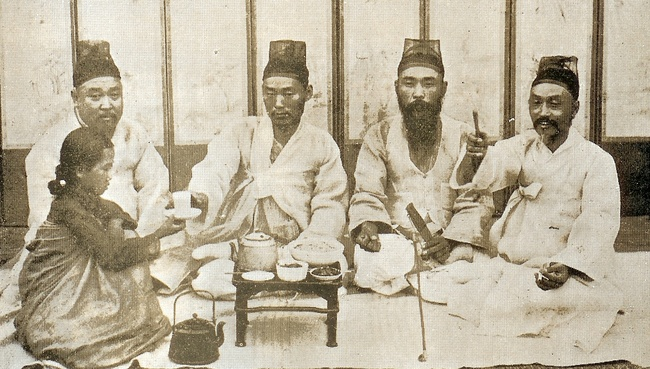
Kisaeng (1910).

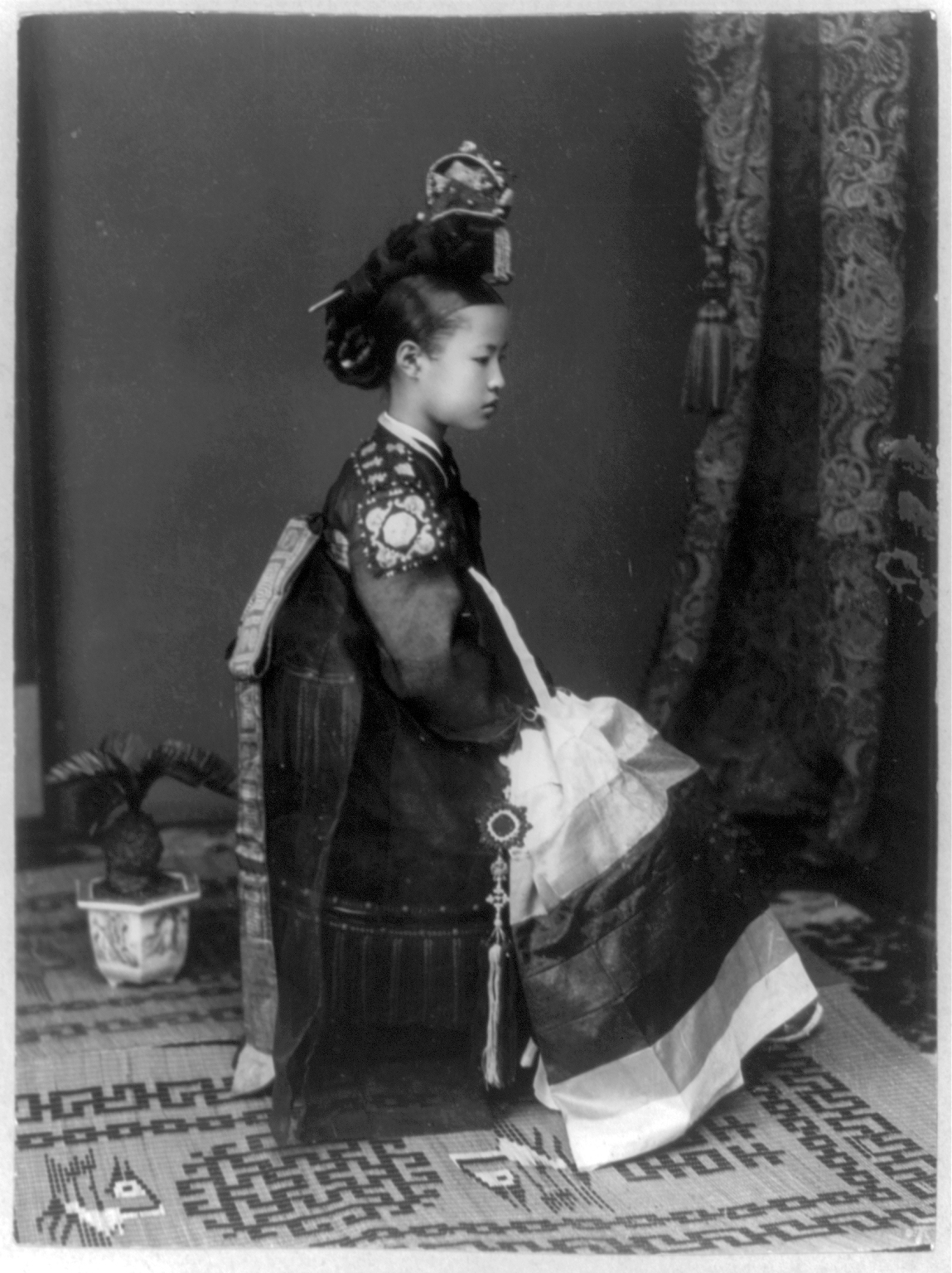
Kisaeng (Ocupación japonesa de Corea).

Kisaeng (también dicho gisaeng), y a veces llamadas ginyeo (기녀), eran mujeres coreanas, esclavas sexuales, dedicadas al entretenimiento, similares a la oiran japonesa y a la antigua hetaira griega. Las kisaeng eran artistas que trabajaban entreteniendo a otros, tales como los yangban y reyes. Muchas eran forzadas a la prostitución, especialmente las jóvenes de zonas rurales que, debido a la pobreza de sus familias, eran vendidas para convertirse en kisaeng. Estas niñas, a menudo entregadas desde los ocho años, enfrentaban una carrera breve como kisaeng, que comenzaba alrededor de los 16 años y finalizaba hacia los 22. 
Las kisaeng hicieron su primera aparición durante la Dinastía Goryeo, desempeñándose como el entretenimiento legal respaldado por el gobierno, que además las involucraba en diversas actividades estatales. Recibían un entrenamiento meticuloso y, con frecuencia, eran instruidas en bellas artes, poesía y prosa. Sin embargo, sus talentos a menudo eran subestimados debido a su condición social desfavorecida.
Las mujeres kisaeng tenían varios roles. Además del entretenimiento, sus tareas consistían en la enfermería y costura. En algunos casos, tales como en las bases del ejército, las kisaeng desempeñaban varios papeles.
Las kisaeng, históricas o ficticias, tienen un papel importante en los conceptos de la cultura coreana de la Dinastía Joseon. Algunos de las historias más antiguas y populares de Corea, tales como el cuento de Chunhyang, las kisaeng tienen un papel de heroínas. Aunque los nombres de la mayoría las verdaderas kisaeng han sido olvidados, algunos todavía se recuerdan, ya sea por su talento o lealtad. La más famosa de estas es la kisaeng del siglo XVI, Hwang Jin-yi.

## Posición social

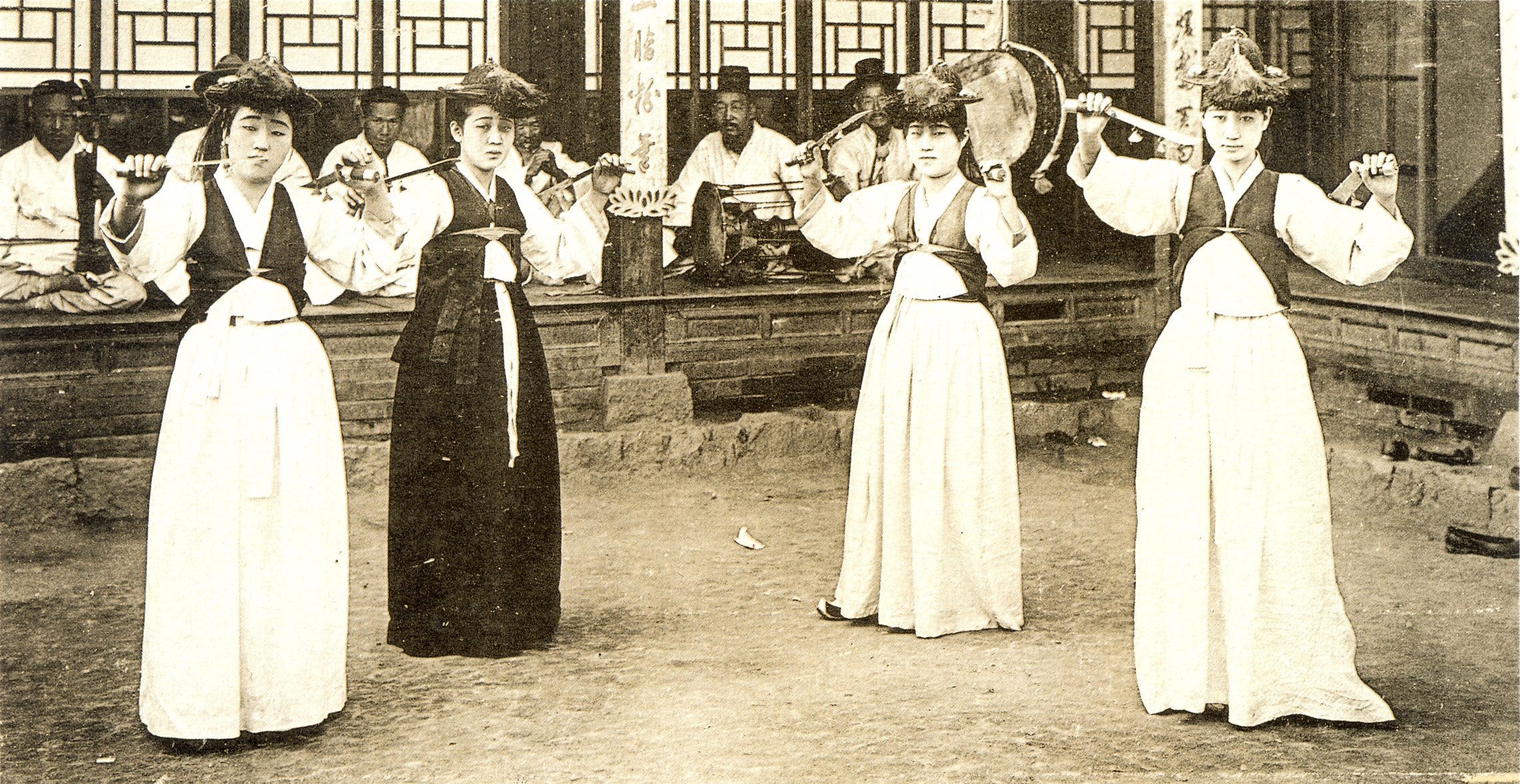
Las kisaeng bailando Gummu, la danza de espadas.

En los períodos Goryeo y Joseon, las kisaeng tuvieron el estatus de cheonmin, el rango más bajo de la sociedad. Ellas compartían este estatus con otras personas dedicadas al entretenimiento, tales como los esclavos. El estatus se heredaba, así que los hijos de kisaengs también eran choemin, y las hijas se convertían automáticamente en kisaengs. En el período Goryeo, el gobierno ordena mantener un registro de las kisaeng para mantenerlas vigiladas. La misma práctica se hacía con los esclavos.
Las kisaeng sólo podían ser liberadas de su posición si pagaban una alta suma al gobierno; esto usualmente era realizado por un patrón rico, que solía ser un alto oficial del gobierno.
Muchas kisaengs eran muy hábiles en la poesía y numerosos sijos compuestos por kisaengs siguen vivos. Muchos de estos poemas reflejan el amor no correspondido o un viaje no querido. Algunos de los poemas kisaeng más famosos fueron compuestos para persuadir a algún erudito de pasar la noche con ella. El estilo sijo se asocia con las mujeres kisaeng, mientras que las mujeres yangban se enfocaban en el estilo gasa. Por ejemplo, unas frases de sijo de Hwangjini que fue kisaeng en el siglo XVI es uno de sijos más populares y conocidos.
Las kisaeng que estaban relacionadas con alguna oficina de gobierno eran conocidas como gwan-gi, y su estatus era cuidadosamente diferenciado de los esclavos que también trabajaban en esa oficina.
En la jerarquía de Corea, las kisaeng eran técnicamente esclavas. Por esta razón, muchas veces se refiere a ellas como «poseen el cuerpo de la clase baja, pero la mente de una aristócrata». Ello implica que algunas kisaengs pudieron gozar de la mada de puesto alto, en algunos casos más elevado que el de mujeres nobles.

### Convirtiéndose en kisaeng
Las mujeres se podían convertir en kisaeng por varios caminos. Algunas eran hijas de kisaeng, quienes heredaban el estatus de su madre. Algunas eran vendidas al gijeok por familias que no podían mantenerlas. Muchas de esas familias eran del rango cheomin, pero algunas veces, algunas familias pobres de rango más alto vendían a sus hijas. Incluso, hubo mujeres de la aristocracia yangban que se convertían en kisaeng, usualmente porque habían violado las estrictas normas sexuales del período Joseon.
Las kisaeng eran trabajadoras hábiles, por eso el gobierno tomó interés en asegurar su correcta educación. Esto surgió cuando se estableció el sistema de gyobang, institutos de entrenamiento para el palacio de kisaeng durante el período Goryeo. Durante el período Joseon, la educación se concentró en la música y la danza.
En el período Joseon, hubo escuelas especializadas en el entrenamiento de las kisaeng de mayor nivel. El curso duraba tres años y abarcaba poesía, música, danza y arte. La mejor escuela estaba localizada en Pionyang. Este sistema continuó hasta el período colonial japonés, durante el cual las escuelas fueron conocidas como gwonbeon (권번).

## Carrera

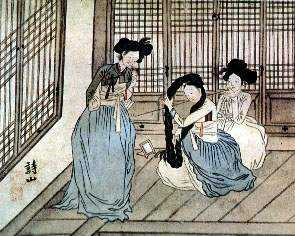
Ginyeo, otro nombre de kisaeng como la mujer (nyeo) de Kibang (la sala de Kisaeng).

La carrera de la mayoría de las kisaeng era muy corta, generalmente iniciaban a la edad de 16 y terminaban a los 22. Los institutos para el entrenamiento de las kisaeng aceptaban a niñas de ocho años. Además, todas las kisaeng eran obligadas por ley, a retirarse a la edad de 50 años. Lo mejor para mantenerla a flote era que se convierta en la concubina de su patrón. Sin embargo, esto no era una opción si el patrón no la había comprado al Estado, cosa que muy pocos hombres del período Joseon podían costear, por eso, muchas de las kisaeng manejaban una taberna local o trabajaban en ella. La mayoría terminaba su carrera a los 22 años porque los hombres ya no querían mujer mayores.
A finales del período Joseon, la clase de kisaeng más alta eran las haengsu (행수, 行首), quienes cantaban y bailaban en fiestas de la clase alta. A las kisaeng heangsu se les prohibía entretener después de cumplir los treinta años de edad. Solo podían seguir trabajando en otras tareas, tales como en la confección de vestidos hasta que cumplían los cincuenta años de edad. Las kisaeng haengsu de cada distrito también se dedicaban a entrenar a las nuevas kisaeng.
El nivel más bajo de kisaeng eran las samsu (삼수, 三首). A las samsu se les prohibía ejecutar las danzas y bailes de las haengsu. En el curso de sus carreras, muy pocas kisaeng lograban alcanzar fortuna. Sin embargo, eran muy pocas, excepciones, ya que la mayoría de las kisaeng debían cubrir todos sus gastos, incluyendo comida, ropas y maquillaje.

### Literatura y pintura
Las kisaeng han tenido un importante papel en la literatura moderna de Corea desde mediados de la Dinastía Joseon. Han surgido novelas y pansori en donde a menudo, el papel principal lo tiene una kisaeng. Esto, en parte, es porque eran las únicas mujeres que se podían mover libremente en la sociedad, ellas aparecen como heroínas, como en la historia de Chunhyangga. También aparecen en las pinturas del artista del siglo XIX, Hyewon, cuyo trabajo se enfocaba en la vida de los cheomin y temas eróticos.

### Política y diplomacia
Las kisaeng tenían un número importante de papeles políticos como sirvientes del estado. Eran empleadas para entretener a visitantes dignatarios de China y Japón, y para acompañarlos si viajaban por el país.
Durante las invasiones japonesas de Corea, la kisaeng Non Gae de Jinju alcanzó gran fama: su amante fue muerto por las fuerzas japonesas. Luego los generales japoneses llamaron kisaengs para entretenerlos; Y fue entonces cuando Non Gae abrazó un general y ambos cayeron al río Nam donde murieron. Para recordar su sacrificio, se celebra el festival de Non Gae en Jinju, Gyeongsang.

## Vida diaria

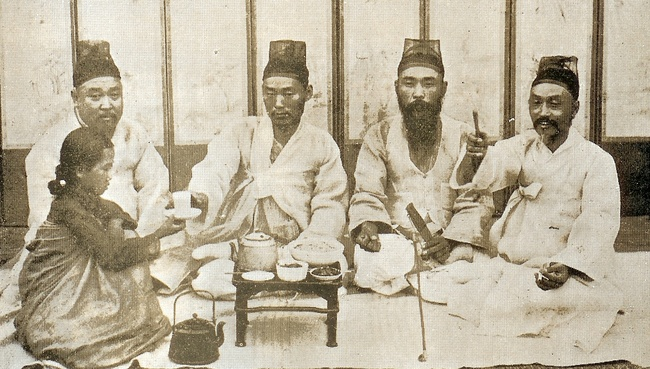
Kisaeng de Joseon en la década de 1910.

Como esclavas del gobierno, la vida de una kisaeng era regulada. Eran supervisadas por el oficial en cargo de las kisaeng, denominado hojang. El hojang también estaba a cargo de mantener un registro de las kisaeng y evitar que las kisaeng huyeran. Las kisaeng eran obligadas a cumplir los pedidos de sus patrones, a menos que ellas lo hubieran notificado previamente al hojang. Las kisaeng de un distrito eran inspeccionadas dos veces al mes y cuando entraba un nuevo oficial al área. Los negocios de las kisaeng no eran directamente supervisados por el Estado. Cuando surgían problemas entre un cliente y una kisaeng, o cuando había cargo de conducta criminal contra una kisaeng, una haengsu kisaeng usualmente resolvía la situación.
La mayoría de las kisaeng tenían un gibu, o un "esposo kisaeng", quien le proporcionaba protección y ayuda económica. La mayoría de los gibu eran soldados, empleados del gobierno o sirvientes de la casa real. Algunas veces surgían pleitos entre los posibles clientes y un gibu posesivo, aunque el gibu no era el esposo de la kisaeng y no tenía ningún poder legal. El papel del gibu cambió a través del tiempo, primero, muchas kisaeng en el gobierno no tenían patrón.
Las casas kisaeng de la Dinastía Joseon estaban típicamente cerca del centro de un pueblo, frecuentemente cerca de los mercados. Estaban ahí para crear un "efecto de bienvenida"; en muchos casos, la ubicación era escogida con mucha dedicación y la zona alrededor de la casa era cuidadosamente adornada con una piscina ornamental y plantas.

## Diferencias regionales
Las kisaeng eran relativamente pocas, cuando mucho eran unos cientos. Estaban por todo el país, algunas cientos en las ciudades más grandes. También podían ser encontradas en "estaciones" y hoteles en donde proveían comida y abrigo a los viajeros a lo largo de los principales caminos del país, como el Gran Camino Yeongnam.
Las características de las kisaeng variaban de región en región. Durante el período Joseon, la ciudad con mayor número de kisaeng era Seúl (entonces llamada Hanseong). Muchas de estas las kisaeng trabajaban para la corte. 
También había un gran número de kisaeng en las viejas capitales de Gaeseong y Pionyang. Las kisaeng de Pionyang eran llamativas por sus destrezas y belleza. La escuela kisaeng de Pionyang era una de las más avanzadas del país, y continuó siéndolo hasta la ocupación japonesa. Las kisaeng de Pionyang también eran reconocidas por su habilidad de recitar gwan san yung ma, una canción del siglo XVIII, compuesta por Sin Gwang-su.
Otras consideraciones existían en los alrededores de los campos militares, particularmente en la frontera Norte. En los tiempos del Rey Sejong en el siglo XV, había cerca de 60 kisaeng en la base de Yeongbyeong. En esas áreas, las kisaeng cumplían los papeles de esposas para el ejército y sus tareas estaban más enfocadas en las labores domésticas que en el entretenimiento.
Las kisaeng de otras regiones mantenían sus identidades locales. Las kisaeng de Jinju eran particularmente adeptas a la danza con espada. Las de Jeju eran conocidas por su valor ecuestre dado la abundancia de caballos producto de la invasión mongola a Jeju. Las kisaeng de la región de Gwandong (La provincia Gangwon) en la costa este, memorizaban el poema gwan dong byeol gok, que recreaba el escenario de la región.

## La kisaeng moderna
Muy pocas casas kisaeng tradicionales siguen operando en Corea del Sur, y se han perdido muchas de las tradiciones y danzas. Algunos empresarios de Corea del Sur llevan a sus socios extranjeros a una casa kisaeng, pero el lugar es solo una interpretación moderna o apenas un remedo de lo que era una verdadera casa kisaeng.
A comienzos del siglo XXI la sociedad coreana muestra un interés renovado por su pasado, el que se manifiesta en esfuerzos por redescubrir y mantener viva su herencia histórica y cultural. Estos esfuerzos están enfocados en la kisaeng del período Joseon y no en lo que queda de las kisaeng de hoy.

## Kisaeng famosas
- Eowudong, escritora, poetisa, político, bailarína, artista, académica, pintora, filósofa del siglo XV de Chungcheong del Norte, Corea del Sur.
- Yi Mae-chang, poetisa de Buan.
- Hong Rang
- Seolmae
- Hwang Jin-yi, música e intelectual de Gaeseong.
- Non Gae, recordada por asesinar a un general japonés en la Batalla de Jinju.
- Gyewolhyang, quien intentó matar al general Konishi Yukinaga en Pionyang.
- Manhyang de Hamheung
- Yuji de Hwangju
- Kim Ja-ya, la última kisaeng entrenada de la manera clásica en Corea del Sur.